# Fork (Unix)
In unixoiden Betriebssystemen ist fork der Name eines Systemaufrufs, anhand dessen der aufrufende Prozess (Elternprozess) eine Kopie von sich selbst erzeugt, einen sog. Kindprozess. Der Kindprozess übernimmt dabei die Daten, den Code, den Befehlszähler und die Dateideskriptoren vom Elternprozess und erhält vom Kernel (wie der Elternprozess und jeder andere Prozess auch) eine eigene Prozessnummer, die PID (engl. „Process IDentifier“).
In der Folge verwaltet das Betriebssystem den Kindprozess als eigenständige Instanz des Programms und führt ihn unabhängig vom Elternprozess aus.
Ein Kindprozess arbeitet meistens nicht exakt wie der Elternprozess weiter, sondern wählt andere Codepfade (andere Anweisungen).
An dem Rückgabewert von fork() wird erkannt, in welchem Prozess man sich befindet. Liefert fork() eine 0 zurück, kennzeichnet dies den Kindprozess, im Elternprozess wird die PID des Kindes zurückgeliefert. Bei einem Fehler liefert fork() einen Wert kleiner 0 und kein Kindprozess wurde erzeugt.

## Beispiel
Das folgende Programm ist in der Programmiersprache  C geschrieben und soll zeigen, wie ein Fork funktioniert. Das Beispielprogramm zählt von 0 bis 9 und gibt den Wert des jeweiligen Prozesses und seine individuelle Prozess-ID aus.
```
#include
 
<stdio.h>

#include
 
<unistd.h>

#include
 
<stdlib.h>

#include
 
<sys/types.h>

int
 
main
 
()

{

   
int
 
i
,
 
j
;

   
pid_t
 
pid
;

   
pid
 
=
 
fork
();

   
if
 
(
pid
 
==
 
0
)

   
{

      
/* Kindprozess

       * wenn fork() eine 0 zurückgibt, befinden wir uns im Kindprozess

       */

      
for
 
(
j
=
0
;
 
j
 
<
 
10
;
 
j
++
)

      
{

        
printf
 
(
"Kindprozess:  %d (PID: %d)
\n
"
,
 
j
,
 
getpid
());

        
sleep
 
(
1
);

      
}

      
exit
 
(
0
);

   
}

   
else
 
if
 
(
pid
 
>
 
0
)

   
{

      
/* Elternprozess

       * Gibt fork() einen Wert größer 0 zurück, befinden wir uns im Elternprozess

       * in pid steht die ID des Kindprozesses

       * getpid() gibt die eigene PID zurück

       */

      
for
 
(
i
=
0
;
 
i
 
<
 
10
;
 
i
++
)

      
{

         
printf
 
(
"Elternprozess: %d (PID: %d)
\n
"
,
 
i
,
 
getpid
());

         
sleep
 
(
1
);

      
}

   
}

   
else

   
{

      
/* Wird ein negativer Wert zurückgegeben, ist ein Fehler aufgetreten */

      
fprintf
 
(
stderr
,
 
"Fehler"
);

      
exit
 
(
1
);

   
}

   
return
 
0
;

}

```

Mögliche Ausgabe des Programms:
```
Kindprozess:  0 (PID: 11868)
Elternprozess: 0 (PID: 11867)
Kindprozess:  1 (PID: 11868)
Elternprozess: 1 (PID: 11867)
Kindprozess:  2 (PID: 11868)
Elternprozess: 2 (PID: 11867)
Kindprozess:  3 (PID: 11868)
Elternprozess: 3 (PID: 11867)
Kindprozess:  4 (PID: 11868)
Elternprozess: 4 (PID: 11867)
Kindprozess:  5 (PID: 11868)
Elternprozess: 5 (PID: 11867)
Kindprozess:  6 (PID: 11868)
Elternprozess: 6 (PID: 11867)
Kindprozess:  7 (PID: 11868)
Elternprozess: 7 (PID: 11867)
Kindprozess:  8 (PID: 11868)
Elternprozess: 8 (PID: 11867)
Kindprozess:  9 (PID: 11868)
Elternprozess: 9 (PID: 11867)
```

Die Reihenfolge der Ausgaben kann variieren, da das Betriebssystem aufgrund verschiedener Kriterien zur Laufzeit entscheidet, welcher Prozess wann und für wie lange auf dem Prozessor ausgeführt wird (Scheduling). Unter anderem spielen dabei die momentane Auslastung der Rechner-Ressourcen, konkurrierende Prozesse (System- wie Anwendungsprogramme), die bereits verbrauchte Rechenzeit oder erduldete Wartezeit eine Rolle. Aus diesen Angaben wird die Priorität eines jeden Prozesses immer wieder neu bewertet. Die ausgegebenen Prozess-IDs werden bei jedem Programm- und Forkaufruf neu vergeben und sind deshalb nur beispielhaft.

## Nutzung von Fork zum Starten anderer Programme
Fork wird auch genutzt, um andere Programme (also keine Kopien des aufrufenden Programms) zu starten. Hierzu ruft nach dem Fork einer der Prozesse (in der Regel der Kindprozess) einen entsprechenden Befehl (z. B. execve) auf, wodurch der aufrufende Prozess durch das gewünschte Programm ersetzt wird. Ein Beispiel: der Benutzer hat eine Shell geöffnet und möchte sich mittels des Befehls ls den aktuellen Verzeichnisinhalt anzeigen lassen. Er tippt also
```
 ls
```

ein. Daraufhin passiert (vereinfacht dargestellt) Folgendes:
1. Die Shell ruft fork() auf und erzeugt dadurch wie oben beschrieben einen neuen Kindprozess (eine Kopie von sich selbst).
2. Der neu erzeugte Kindprozess ruft nun den Befehl execve("/bin/ls") auf. Hierdurch wird der Kindprozess durch das Programm ls ersetzt.
3. Der so neu erzeugte ls-Prozess (der immer noch ein Kind der Shell ist) wird ausgeführt.

Die Verwendung von fork() erlaubt es dem Kindprozess, vor dem Aufruf von execve() seine Dateideskriptoren anzupassen, um somit beispielsweise die Ein-Ausgabe (stdin, stdout, stderr) umzulenken.